# Kathrin Lang
Pour les articles homonymes, voir Lang.
Kathrin Cornelia Lang, née Hitzer le 3 septembre 1986 à Balingen, est une biathlète allemande. 

## Carrière
Grand espoir du biathlon féminin allemand derrière sa compatriote Magdalena Neuner plus jeune d'une année, Kathrin Hitzer remporte deux médailles aux Championnats du monde junior, l'argent sur le sprint en 2004, et l'or sur le relais en 2005. En décembre 2006 à Östersund, Kathrin Hitzer se classe 25e de sa toute première course de Coupe du monde (individuel). Elle signe ses premiers podiums individuels trois mois plus tard en mars 2007, finissant 3e de la poursuite de Lahti, 2e de la mass-start d'Oslo et 3e de la mass-start de Khanty-Mansiïsk, et termine sa première saison de Coupe du monde au 10e rang mondial, ce qui sera finalement le meilleur classement final de sa carrière. Elle remporte ses deux premières victoires individuelles en Coupe du monde un an plus tard, en mars 2008 à Khanty-Mansiïsk, en réalisant le doublé sur la poursuite et la mass start. Elle termine la saison 2007-2008 à la 11e place du classement général. Son état de forme est ensuite longuement affecté par des problèmes de santé, et ses résultats sont alors moins bons et plus irréguliers. En raison du niveau de concurrence très relevé dans l'équipe allemande, elle manque la qualification pour les Jeux olympiques de Vancouver et se trouve reléguée en IBU Cup une bonne partie de la saison 2009-2010, où elle parvient toutefois à signer de nombreux podiums et gagner quelques courses. Elle remporte ainsi le classement de l'individuel et termine l'IBU Cup à la sixième place, et surtout elle obtient trois médailles aux Championnats d'Europe 2010 à Otepää, l'or sur l'individuel et le relais, l'argent sur la poursuite. De retour pour une saison complète en Coupe du monde, elle termine 19e au classement final  2010-2011. À cause de sa grossesse avec son futur mari Toni Lang, elle met prématurément un terme à sa saison 2011-2012 dès décembre 2011. Après une saison 2012-2013 également pratiquement blanche (seulement une course en Coupe du monde et deux en IBU cup), elle effectue enfin une saison complète, mais ne parvient pas à regagner sa place en Coupe du monde (une seule épreuve disputée en janvier 2014, sa dernière dans l'élite mondiale). Elle réalise malgré tout une saison encourageante sur le circuit de l'IBU Cup, remportant notamment les sprint et poursuite de Ruhpolding et termine 4e du classement général 2013-2014 et deuxième du classement du sprint. Au printemps 2014, n'ayant jamais pu retrouver son niveau à cause des blessures survenues à partir de 2008 et consciente que dans l'optique de la Coupe du monde elle doit composer avec une forte concurrence en équipe d'Allemagne, elle annonce son retrait de la compétition de haut niveau.

## Palmarès

### Championnats du monde
| Épreuve / Édition               | Antholz 2007 | Ostersund 2008 | Pyeongchang 2009 | Khanty-Mansiïsk 2011 |
| Individuel 15 km                | 31e          | —              | 78e              | —                    |
| Sprint 7,5 km                   | —            | 12e            | —                | 26e                  |
| Poursuite 10 km                 | —            | 9e             | —                | 25e                  |
| Départ en masse 12,5 km         | —            | —              | —                | —                    |
| Relais 4 × 6 km                 | 5e           | —              | —                | —                    |
| Relais 2 × 6 + 2 × 7,5 km mixte | —            | —              | —                | —                    |

### Coupe du monde
- Meilleur classement général : 10e en 2007.
- 5 podiums individuels, dont 2 victoires.
- 10 podiums en relais, dont 6 victoires.

#### Classements en Coupe du monde
| Saison    | Classement général final | Individuel | Sprint | Poursuite | Mass start |
| 2006-2007 | 10e                      | 14e        | 7e     | 18e       | 4e         |
| 2007-2008 | 11e                      | 34e        | 9e     | 9e        | 7e         |
| 2008-2009 | 31e                      | 57e        | 24e    | 29e       | 32e        |
| 2009-2010 | 47e                      | 63e        | 41e    | 49e       |            |
| 2010-2011 | 19e                      | 54e        | 14e    | 13e       | 19e        |
| 2011-2012 | nc                       |            | nc     | -         |            |
| 2012-2013 | nc                       |            | nc     |           |            |
| 2013-2014 | nc                       | nc         |        |           |            |

#### Détail des victoires
| Saison / Épreuve | Individuel | Sprint | Poursuite       | Mass start      | Total |
| 2007-2008        |            |        | Khanty-Mansiïsk | Khanty-Mansiïsk | 2     |
| Total            | 0          | 0      | 1               | 1               | 2     |

### Championnats d'Europe
- Médaille d'or de l'individuel et du relais en 2010.
- Médaille d'argent de la poursuite en 2010.

### Championnats du monde junior
- Médaille d'argent du sprint en 2004.
- Médaille d'argent du relais en 2005.

### IBU Cup
- 10 podiums individuels, dont 4 victoires.